# Ионы в атмосфере
Ионы в атмосфере — положительно и отрицательно заряженные частицы (кроме электронов), находящиеся в атмосфере. В верхних слоях атмосферы (мезосфере и термосфере) ионы возникают под действием коротковолнового солнечного излучения. В нижних слоях (тропосфере и стратосфере) ионизаторами нейтральных атомов и молекул являются преимущественно радиоактивное излучение и космические лучи. В результате ионизации атмосферный воздух на высоте 100—150 км приобретает электропроводность примерно в 1012 раз бо́льшую, чем у поверхности Земли.
Атмосферные ионы сказываются на здоровье людей. Большое количество отрицательно заряженных ионов повышают активность, в то время как увеличение положительно заряженных ионов может привести к утомляемости и головной боли.